# Prix international Gaudeamus des compositeurs
Le prix international Gaudeamus des compositeurs est un prix européen décerné par le Muziek Centrum Nederland (qui comprend l'ancienne fondation Gaudeamus). Il est attribué lors d'une cérémonie annuelle aux Pays-Bas à un jeune compositeur qui participe à la compétition hautement concurrentielle de la « Semaine Gaudeamus de musique ».
La Fondation Gaudeamus organise tous les ans une semaine de musique de compositions néerlandaises depuis 1947 en alternance avec un concours international jusqu'en 1959, année à partir de laquelle ils deviennent pleinement internationaux (Anon, 2001).

## Lauréats
- 1957 Peter Schat (Pays-Bas)
- 1958 Otto Ketting (Pays-Bas) pour Due Canzoni
- 1959 Louis Andriessen (Pays-Bas)
- 1960 Lars Johan Werle (Suède)
- 1961 Misha Mengelberg (Pays-Bas), Per Nørgård (Danemark) et Enrique Raxach (nl) (Espagne/Pays-Bas)
- 1962 Pauline Oliveros (États-Unis) pour Sound Patterns
- 1963 Arne Mellnäs (Suède)
- 1964 Ib Nørholm (Danemark)
- 1965 Joep Straesser (Pays-Bas) et Mario Bertoncini (Italie)
- 1966 Alfred Janson (Norvège) et Ton Bruynèl (Pays-Bas)
- 1967 Hans-Joachim Hespos (Allemagne), Costin Miereanu (Roumanie/France), Maurice Benhamou (France), Jean-Yves Bosseur (France) et Tona Scherchen (Suisse)
- 1968 Vinko Globokar (France)
- 1969 Jos Kunst (Pays-Bas)
- 1970 Jan Vriend (Pays-Bas) pour Huantan
- 1971 John McGuire (États-Unis)
- 1972 Daniel Lentz (États-Unis)
- 1973 Maurice Weddington (États-Unis)
- 1974 Christian Dethleffsen (Allemagne)
- 1975 Robert Saxton (Royaume-Uni)
- 1976 Fabio Vacchi (Italie) pour Les Soupirs de Geneviève
- 1977 Şerban Nichifor (Roumanie)
- 1978 - 1983 : prix non décerné
- 1984 Mauro Cardi (Italie)
- 1985 Unsuk Chin (Colombie)
- 1986 Uros Rojko (Slovénie)
- 1987 Karen Tanaka (Japon)
- 1988 Michael Jarrell (Suisse)
- 1989 Richard Barrett (Royaume-Uni) pour I Open and Close
- 1990 Claus-Steffen Mahnkopf (Allemagne) et Paolo Aralla (Italie)
- 1991 Asbjorn Schaathun (Norvège)
- 1992 Jörg Birkenkötter (Allemagne)
- 1993 David del Puerto (Espagne)
- 1994 Richard Ayres (Royaume-Uni)
- 1995 Jesús Torres (Espagne) et Michael Oesterle (Canada)
- 1996 Régis Campo (France) pour Commedia
- 1997 Hang Zou (Chine)
- 1998 Kumiko Ōmura (Japon) et Geoff Hannan (Royaume-Uni)
- 1999 Michel van der Aa (Pays-Bas)
- 2000 Yannis Kyriakides (en) (Chypre/Pays-Bas)
- 2001 Palle Dahlstedt (Suède) et Takuya Imahori (Japon)
- 2002 Valerio Murat (Italie)
- 2003 Dmitri Kourliandski (Russie)
- 2004 Sampo Haapamäki (Finlande), pour Signature
- 2005 Oscar Bianchi (Italie/Suisse)
- 2006 Lefteris Papadimitriou (Grèce) et Gabriel Paiuk (Argentine)
- 2007 Christopher Trapani (États-Unis)
- 2008 Huck Hodge (États-Unis), pour Parallaxes
- 2009 Ted Hearne (États-Unis), pour Katrina Ballads
- 2010 Marko Nikodijevic (Serbie/Allemagne)
- 2011 Yoshiaki Onishi (Japon/États-Unis)
- 2012 Konstantin Heuer (Allemagne)
- 2013 Tobias Klich (Allemagne)
- 2014 Anna Korsun (Ukraine)

## Sources
- Anon. 2001. "Gaudeamus Foundation". Grove Dictionary of Music and Musicians, seconde édition, édité par Stanley Sadie et John Tyrrell. London: Macmillan Publishers.
- « Prize winners from the past » [archive du 28 octobre 2014], Gaudeamus Muziekweek (consulté le 28 octobre 2014)

## Source de la traduction
- (en) Cet article est partiellement ou en totalité issu de l’article de Wikipédia en anglais intitulé « Gaudeamus International Composers Award » (voir la liste des auteurs).